# Dimorphanthera ingens
Dimorphanthera ingens là một loài thực vật có hoa trong họ Thạch nam. Loài này được (Sleumer) P.F.Stevens mô tả khoa học đầu tiên năm 1974.